# Ноћно сљепило
Ноћно сљепило, (лат. Retinitis pigmentosa, Retinopathia pigmentosa, RP) је генетичко очно обољење. Ретинитис пигментоза је ноћно сљепило које води на тунелски вид током година. Многи обољели не постану „званично“ слијепи до 40-их или 50-их година и претежно остану са веома мало вида. Тотално слијепило се понекад јавља ако је обољели у раним годинама дјетињства. Прогресија болести је различита од човјека до човјека.
РП узлази у категорију насљедних болести у којем фоторецептори (штапићи и чепићи) или ретински пигмент епителијум (РПЕ) води веома малом виду, а временом и слијепилу. Обољели прво имају проблеме са прелазом у мрак или ноћно сљепило које води у скраћење перифелног вида, а током времена тоталном слијепилу. Најбоље речено кроз фразу: „Као да гледате свијет кроз сламку“.